# Stegana stuckenbergi
Stegana stuckenbergi är en tvåvingeart som beskrevs av Tsacas 1990. Stegana stuckenbergi ingår i släktet Stegana och familjen daggflugor.
Artens utbredningsområde är Zimbabwe. Inga underarter finns listade i Catalogue of Life.